# هليلج أسود العروق
هليلج أسود العروق (الاسم العلمي:Terminalia nigrovenulosa) هو نوع نباتي يتبع جنس الهليلج من الفصيلة القمبريطية.